# Lugões
Lugões (em latim: Lugones) foram uma antiga tribo dos ástures. Habitavam o Norte da Península Ibérica no período anterior à conquista romana da Península e se consideravam-se filhos ou descendentes da divindade céltica Lug.
A sua distribuição populacional circunscrevia-se, principalmente, à zona central da actual Astúrias. Foram encontradas numerosas inscrições alusivas aos lugões nos territórios das actuais povoações de lugões (toponímia obviamente relacionada com a tribo), Lugo de Llanera, Piloña, Llanera, Infiesto e Siero, sendo provável que a sua expansão territorial se estendesse desde os Picos de Europa ao Mar Cantábrico, incluindo a zona fronteiriça com os cântabros e, provavelmente, uma zona ao Sul da província de Leão.